# Francesco Vecellio

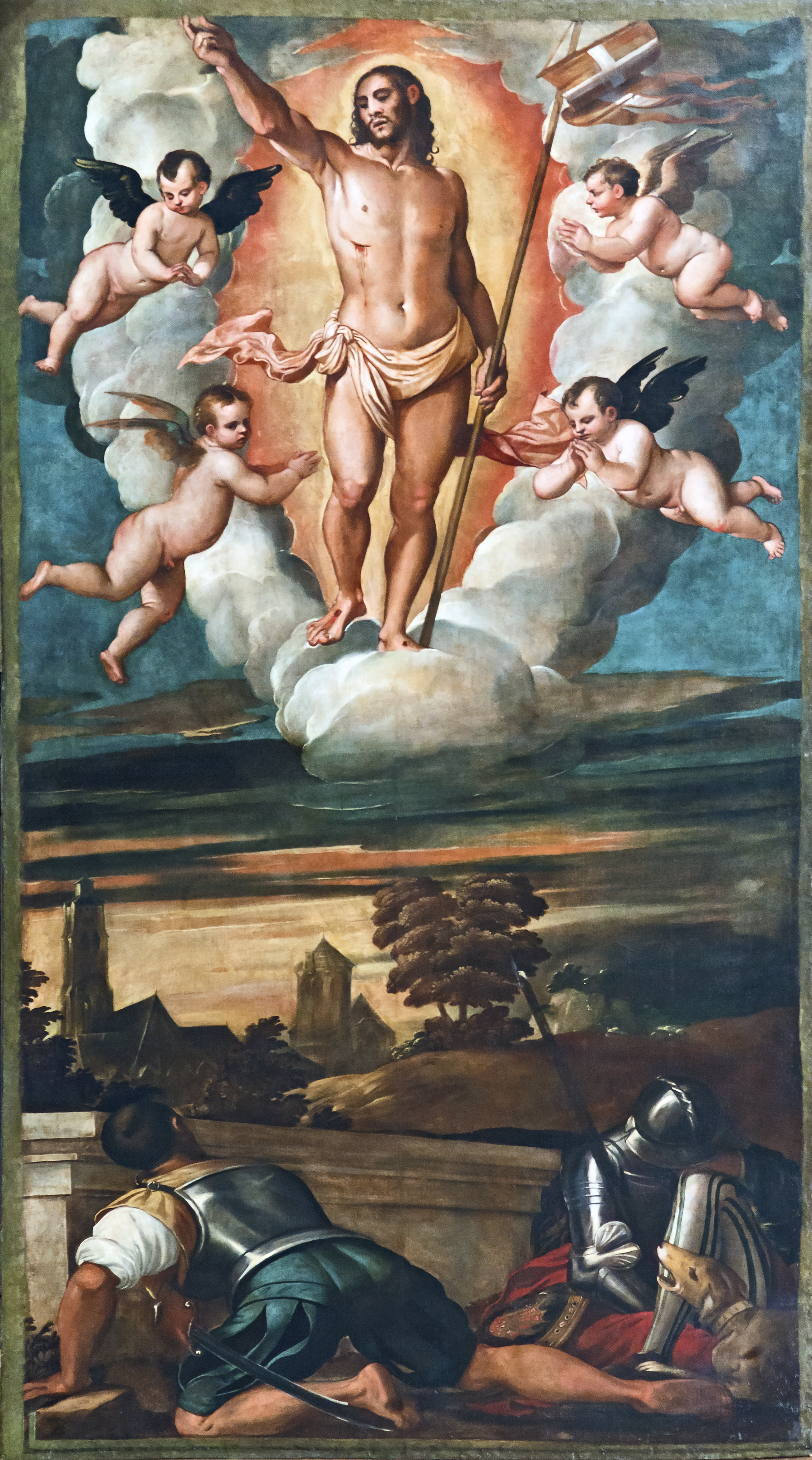
La resurrecció San Salvatore Venècia

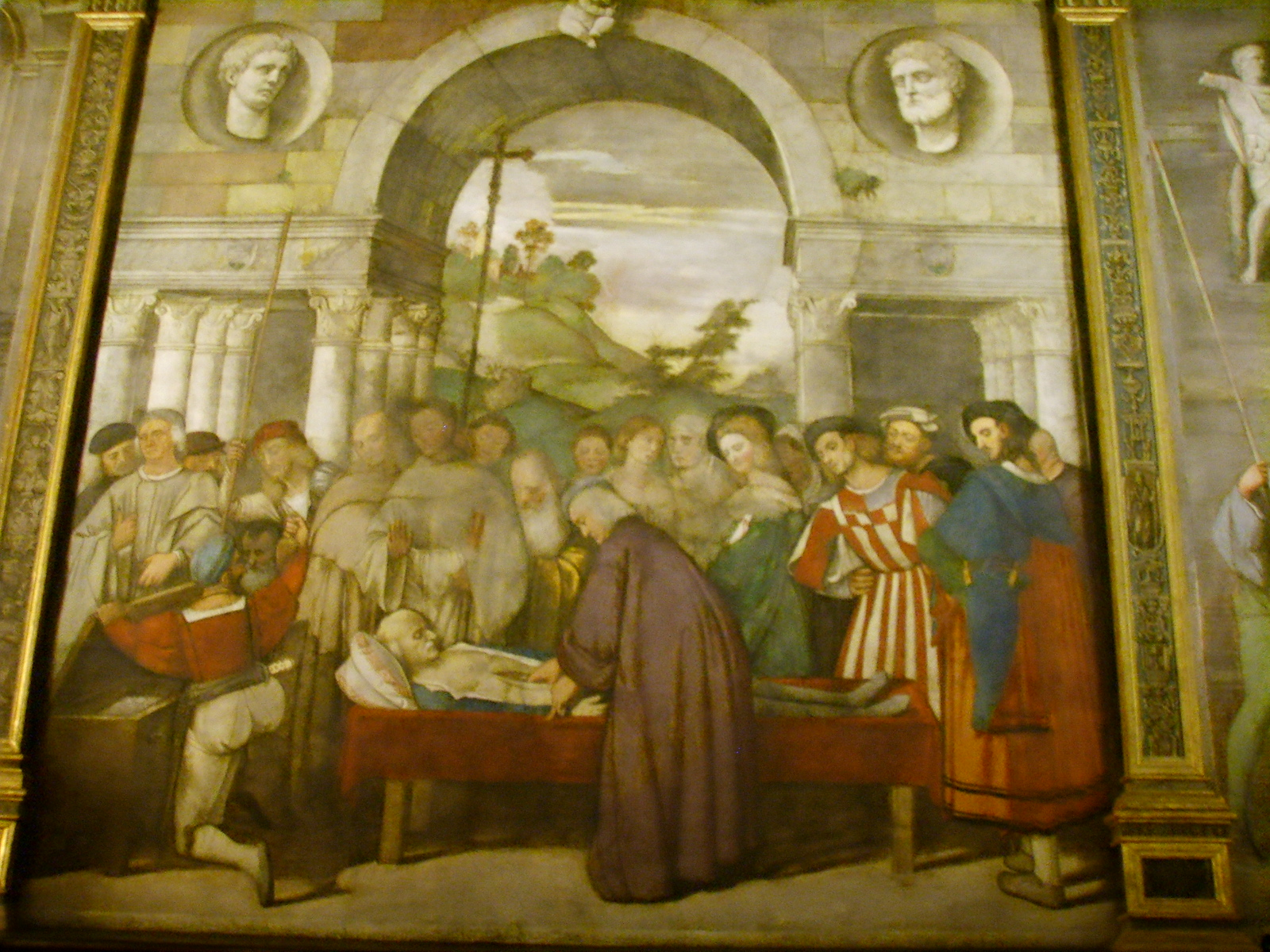
Francesco Vecellio, Sant Antoni cerca el cor, amb gran interès, en un cadàver

Francesco Vecellio (c. 1485 - 1560) fou un pintor italià del primer Renaixement, conegut pel fet que era el germà gran de Ticià. En la seva joventut, fou soldat. Com a pintor, fou actiu principalment en el període dels 1520-1530s a Cadore. El 1524, va signar un altar a San Vito a Cadore. Els 1540, va pintar un políptic a Candide. A les darreries dels 1540 va pintar una Anunciació per San Nicola di Bari, actualment a la Galeria de l'Acadèmia de Venècia.